# Carlos Ruiz González
Carlos Ruiz González (Barakaldo, Vizcaya, 1969) es licenciado en Derecho por la Universidad de Deusto, Diplomado por la Trinity High School (Washington, PA), y máster en Auditoría Interna y Control de Gestión por l’École de Commerce de Toulouse. 
Desde agosto de 2024 desempeña el cargo de Segunda Jefatura en la Embajada de España en Canadá. El 23 de febrero de 2021 fue nombrado embajador en Misión Especial para la Lucha contra la Trata de Seres Humanos, cargo que compaginó con el de Subdirector General de la Subdirección General de Cooperación Internacional contra el Terrorismo, las Drogas y la Delincuencia Organizada a donde llegó en agosto de 2020. Desde el 1 de agosto de 2017 hasta la fecha de su reincorporación al Ministerio de Asuntos Exteriores, Unión Europea y Cooperación , desempeñó el cargo de Cónsul Adjunto en el Consulado General de España en La Habana (República de Cuba) a donde llegó procedente de su puesto de Consejero Cultural y Director del Centro Cultural de España en México adscrito a la Embajada de España en ese país, cargo que desempeñó desde el 1 de agosto de 2014 hasta el 31 de julio del 2017.

## Experiencia profesional
Ingresó en la carrera diplomática en 1999. Su experiencia profesional comenzó en el año 2000 como jefe de Servicio en el Gabinete del secretario general de Asuntos Exteriores del Ministerio de Asuntos Exteriores y Cooperación de España. Un año más tarde fue destinado a El Salvador, donde ocupó el cargo de Secretario en la Embajada de España en San Salvador encargado de los asuntos consulares y de cooperación ejerciendo como director en funciones del Centro Cultural de España en la capital salvadoreña.
En 2002, fue adscrito a la Representación Permanente de España ante las Naciones Unidas en Nueva York durante el primer trimestre de la Presidencia española del Consejo de la Unión Europea.
En 2003 regresó a España como Vocal Asesor en el Departamento de Protocolo de la Presidencia del Gobierno de España, puesto que ocuparía hasta 2005, año en el que comenzó su actividad como Consejero Político en la Embajada de España en Argel (Argelia), encargándose de los asuntos políticos, culturales y de cooperación, cargo que ocuparía hasta 2007. Paralelamente participó, en 2006, en la puesta en práctica del Plan África, ejerciendo como Consejero de la Embajada de España en Abiyán (Costa de Marfil) con residencia en Monrovia (Liberia).
En 2007, Carlos Ruiz pasó a ocupar la Segunda Jefatura en la Embajada de España en Bucarest (Rumania). 
Tres años después, y hasta 2012, se trasladó a Ankara (Turquía) para ejercer como Consejero Cultural en la Embajada de España en ese país.
A principios de ese año se trasladó a Madrid para desempeñar el cargo de Director del Gabinete Técnico de la Agencia española de Cooperación Internacional para el Desarrollo (AECID). 
En el verano del 2013, se incorporó como Vocal Asesor encargado de asuntos americanos, culturales y de cooperación en el Gabinete del ministro de Asuntos Exteriores y de Cooperación.
Un año más tarde, en agosto de 2014 se trasladó a Ciudad de México (México) y asumió el cargo de Consejero Cultural y Científico, Director del Centro Cultural de España en México , el mayor centro cultural de la red de centros culturales de la Agencia Española de Cooperación Internacional para el Desarrollo (AECID). Bajo su dirección el Centro ha fortalecido su presencia institucional, mereciendo un enfoque especial las líneas de programación incluidas en el Plan del Centro el mismo año 2014: en el ámbito de la cultura de paz, el desarrollo de acciones para contribuir a la construcción de una sociedad más justa, incluyente y respetuosa de la diversidad; la promoción y el apoyo a las industrias culturales -con foco en las españolas- y a las prácticas educativas informales sobre temas como economía creativa, emprendedurismo, gestión y creación artística a través de talleres, clínicas, revisiones de portafolios, seminarios, laboratorios, etc. En el marco del apoyo al fortalecimiento de la ciudadanía digital, la especial atención a la capacitación y desarrollo de habilidades digitales para la innovación social y para la reducción de la brecha digital. Además, el Centro ha sido pionero en la gestión sostenible y la divulgación del patrimonio material e inmaterial, especialmente de la memoria común de México y España. Como plataforma de promoción de la creatividad en español, se ha dedicado a la divulgación de la excelencia creadora de España e Iberoamérica y en particular la Marca España.
Tras lograr consolidar la fusión entre la Consejería Cultural y el Centro Cultural, iniciada el 1 de agosto de 2014, Carlos Ruiz finaliza su destino en México y, el 1 de agosto de 2017, pasa a ocupar el cargo de Cónsul Adjunto en el Consulado General de España en La Habana.
En agosto de 2020 regresa a Madrid para ocupar el cargo de Subdirector General de la Subdirección General de Cooperación Internacional contra el Terrorismo, las Drogas y la Delincuencia Organizada, dentro de la Dirección General de Política Exterior y Seguridad del MAEC.
El 23 de febrero de 2021, el Consejo de Ministros aprobó el Real Decreto por el que designó a Carlos Ruiz Embajador en Misión Especial para la Lucha contra la Trata de Seres Humanos.
Desde agosto de 2024 desempeña el cargo de Segunda Jefatura de la Embajada de España en Canadá (Ottawa)
Carlos Ruiz fue Vocal de la Junta directiva de la Asociación de Diplomáticos Españoles (  ADE ) hasta 2020

## Condecoraciones
- Caballero de la Orden de Carlos III.
- Comendador de la Orden de Isabel la Católica.
- Comendador de la Orden del Mérito Civil.